# Melina Mercouri
Melina Mercouri, eg. Maria Amalia Mercouri, född 18 oktober 1920 i Aten, död 6 mars 1994 i New York, var en grekisk skådespelare, författare och politiker. Mercouri är känd från ett antal amerikanska filmer, varav Topkapi från 1964 troligen är den mest kända. Hon var gift med regissören Jules Dassin (som regisserade filmen Topkapi) från år 1966 fram till sin död 1994. Hon avled i lungcancer.
I Sverige slog hon igenom som sångerska 1960 framförallt med ledmotivet ur filmen Aldrig på en söndag. Förutom sin filmkarriär är Mercouri känd för sitt politiska engagemang emot den grekiska militärjuntan. Hon fick sitt grekiska medborgarskap indraget år 1967 av juntan. Senare var hon bland annat kulturminister i Grekland och hon har suttit i det grekiska parlamentet. Hon tillhörde det socialdemokratiska partiet PASOK.

## Filmografi
- 1960 - Aldrig på en söndag
- 1961 - Phaedra
- 1963 - The Victors
- 1964 - Topkapi
- 1966 - A Man Could Get Killed
- 1977 - Nasty Habits

## Diskografi
- 1974 -"Si Melina m'etait contee"
- Melina Merkouri" (Polydor 839 181-2)